# Farnborough Airshow
De Farnborough Airshow is een evenement van één week lang op de Britse Farnborough Airport ten zuidwesten van Londen. De Farnborough Airshow combineert een vliegshow en een belangrijke vakbeurs voor luchtvaart. Het evenement wordt georganiseerd in even jaren. De eerste vier dagen zijn alleen voor de vakbeurs en de laatste drie dagen zijn open voor het publiek.
De vliegshow is een belangrijk punt op de kalender voor de internationale luchtvaart en defensie-industrie omdat er een mogelijkheid is om de vliegtuigen te tonen aan potentiële klanten. De show wordt ook gebruikt om nieuwe aankopen en ontwikkelingen bekend te maken en om media-aandacht te krijgen. Het is een van de grootste vliegshows ter wereld, na de Paris Air Show.
De show wordt georganiseerd door Farnborough International Limited.

## Opbouw
Er wordt op alle zeven dagen gevlogen. Daarnaast zijn er ook vliegtuigen die op de grond worden getoond. Deze staan buiten op het platform en binnen in hangars. Op zaterdag en zondag zijn de meeste beurshallen gesloten, maar er is een kermis en kinderen zijn toegestaan.
De show is in dezelfde jaren als de Berlin Air Show. De Paris Air Show is in oneven jaren.

## Incidenten
Op 1952 overleden 31 mensen (29 toeschouwers, een piloot en een navigator) toen een De Havilland Sea Vixen in de lucht uiteenviel en in het publiek terechtkwam.